# Martignano
Martignano là một đô thị và thị xã của Ý. Đô thị này thuộc tỉnh Lecce trong vùng Apulia. Martignano có diện tích 6 km2, dân số theo ước tính năm 2008 của Viện thống kê quốc gia Ý là 1784 người. 
Các đơn vị dân cư:
Đô thị Martignano giáp với các đô thị: Calimera, Caprarica di Lecce, Martano, Sternatia, Zollino.